# مینزلش (استان لوبلین)
مینزلش (به لاتین: Międzyleś) یک روستا در لهستان است که در گمینا توچنا واقع شده‌است. مینزلش ۳۴۰ نفر جمعیت دارد.